# Международен журнал за психоанализа
Международният журнал за психоанализа е водещ журнал в полето на психоаналитичната психология. Той е официалният орган на Международната психоаналитична асоциация.
Идеята за журнала е предложена от Ърнест Джоунс в писмо до Зигмунд Фройд от 7 декември 1918 г. Самият журнал е създаден през 1920 като Джоунс работи там като редактор до 1939 – годината, в която Фройд умира.